# Uanhenga Xitu
Agostinho André Mendes de Carvalho, mais conhecido pelo pseudónimo literário Uanhenga Xitu (Ícolo e Bengo, 29 de agosto de 1924 — Luanda, 13 de fevereiro de 2014), foi um enfermeiro, politólogo, político e escritor angolano.
Nos últimos anos, sua vida e obra tem sido objeto de estudos científicos e homenagens, e recebendo reconhecimento em território angolano e outros países.

## Biografia
Nasceu na aldeia de Calomboloca, no município de Ícolo e Bengo, província de Luanda. Seu pai era André Gaspar Mendes de Carvalho, e sua mãe era Luísa Miguel Fernandes.
Agostinho fez os seus estudos primários nas escolas das missões da Igreja Metodista que operavam em Ícolo e Bengo, rumando para a cidade de Luanda, em meados da década de 1930, para concluir os estudos secundários. A partir de 1942 começa a trabalhar como agente de sanitário na zona de Catete-Luanda, nos Serviços de Assistência Médica ao Indígena e nas Campanhas de Combate a Doença do Sono.
Matricula-se em uma escola técnica de enfermagem em Luanda e, em 1947, forma-se como auxiliar de enfermagem. Passa a exercer, nos postos sanitários de Dinge, Cuíto, Calumbo, Mungo, Cabiri e Bom Jesus do Cuanza, nos hospitais de Benguela e Lubango, e depois nos serviços de saúde em Luanda, a função de enfermeiro auxiliar de segunda classe concursado dos Serviços de Saúde e Higiene de Angola. Em Dinge, em 1947, chegou a se tornar sindicalista e organizar uma greve laboral pelas melhorias das condições de trabalho. Foi transferido de Dinge para o Cuíto como punição pelo ocorrido.
Em 1957 passou a exercer, clandestinamente, atividades políticas relacionadas a independência de Angola dentro dos Comitês de Panfletagem na periferia de Luanda ligados ao ainda tímido Movimento Popular de Libertação de Angola (MPLA) e ao grupo Espalha Brasas. Filiou-se ao Exército de Libertação de Angola (ELA) em 1958, e acabou por ser implicado juridicamente no âmbito daquilo que viria a ser chamado o "Processo dos 50". Por conseguinte, foi preso pela Polícia Internacional e de Defesa do Estado (PIDE) em 1959, no seguimento da detenção no aeroporto de Luanda. Foi desterrado para o Campo de Concentração do Tarrafal, em Cabo Verde, onde ficou de 1962 a 1970.
Foi julgado pelo Tribunal Militar e condenado a doze anos de prisão maior, medidas de segurança de seis meses a três anos prorrogáveis e perda de direitos políticos por quinze anos. Sua família sofreu severas dificuldades financeiras após sua prisão, com sua esposa Maria sendo obrigada a trabalhar como lavadeira de roupas. Na prisão começou a escrever as suas histórias.
Em liberdade condicional a partir de 1970, filiou-se novamente ao MPLA, ascendendo a liderança do Departamento de Organização Municipal (DOM) do partido em Luanda no mesmo ano. Somente conseguiu retomar suas funções como enfermeiro auxiliar de segunda classe concursado em 1974, após a Revolução dos Cravos. Ascendeu a membro do Comitê Central do MPLA em 1974, estando em funções até 1988, chegando a ser presidente da Comissão Diretiva do partido.
Depois de alcançada a independência de Angola, foi nomeado para o Conselho Revolucionário do Povo (ou "Conselho da Revolução"), além de exercer as funções de Comissário Provincial de Luanda entre 1979 e 1980 e de Ministro da Saúde entre 1980 e 1983. Em seguida passou a acumular funções diplomáticas como Embaixador da República Popular de Angola na Checoslováquia, na Polónia e na Alemanha Oriental — onde chegou a formar-se em ciências políticas. Foi, ainda, deputado à Assembleia Nacional pelo MPLA, posteriormente vindo a ser "reformado" por motivos de idade não mais compatível ao exercício da função.

## Carreira literária

### Origem do pseudónimo literário
Em entrevista com Ana Lopes de Sá, Agostinho Mendes de Carvalho explicou que o nome Uanhenga Xitu é de origem quimbunda, sendo que xitu significa literalmente «carne» e uanhenga significa «andar com alguma coisa ao pendurão», sendo que a expressão «uanhenga xitu» veicula uma noção idiomática de «os poderosos contam sempre com inimigos à espreita» ou de que «o poder desperta o ódio nos outros».  
Eminente contador de histórias populares, a narrativa de Uanhenga Xitu, está despida do rigor literário, pois a preocupação primária do autor é estabelecer uma ligação semiótica com o seu povo, que o estimula a escrever.

### Desenvolvimento de sua escrita
Uanhenga Xitu, enquanto escritor, nasce na prisão, impelido pelo desejo de preservação memorialística do passado para conhecimento das gerações futuras, bem como pelo encorajamento dos companheiros de cela, para que escrevesse. Os textos escritos no cárcere, assestam um tempo e um espaço primordiais para o autor: a infância ou a juventude, na sua terra natal, assim como as histórias presenciadas por si, em primeira mão, e as estórias escutadas, na tradição oral local.. 
Foram estas vivências na senzala transformou-o num homem solidário e interessado com as necessidades humanas. Numa entrevista, Uanhenga Xitu afirmou que "o que me preocupa é a situação social do povo".
Em 2006, recebe a distinção do Prémio de Cultura e Artes na categoria de literatura pela qualidade do conjunto da sua obra literária, causando-lhe uma enorme surpresa e dando-lhe lugar na lista de melhores autores da história literária angolana. Foi, ainda, membro fundador da União dos Escritores Angolanos (UEA).

### Obras
- Mestre Mestre Tamoda Tamoda (1974)
- Mestre Tamoda e Outros Contos (1977)
- Manana (1974)
- Maka na Sanzala (1979)
- Vozes na Sanzala (Kahitu) (1976)
- Mungo: Os Sobreviventes da Máquina Colonial Depõem (1980)[7]
- Os Discursos de "Mestre" Tamoda (1984)[12]
- Bola com Feitiço (1974)
- O Ministro (1989)
- Cultos Especiais (1997)
- Meu Discurso (1974)

## Morte
Em 13 de fevereiro de 2014, aos 89 anos, Uanhenga Xitu morre por motivo de doença.

## Vida pessoal
Em 1949 Uanhenga Xitu casou-se com Maria António Jorge de Carvalho, tendo com ela, destacadamente, os filhos Luiza Maria Fernandes de Carvalho, Miguel Gaspar, André de Carvalho Miau e Margarida Jorge de Carvalho. Teve outros sete filhos, alguns de relacionamentos extraconjugais.